# Madame Rouge
Madame Rouge é uma personagem de quadrinhos, de tendências criminosas, pertencente a editora estadunidense DC Comics.
Mulher elástica, com poder de mudar de forma, integrante da Irmandade Negra, arquiinimiga da Patrulha do Destino. Ela se estica sendo parceira do cérebro na batalha contra os Novos Titãs ela juntamente com o Cérebro foram afetados por um buraco negro criado pela sua própria máquina e agora eles recrutam vilões para deter os Novos Titãs e a Patrulha do Destino. Seu poder elástico a torna versátil e rápida e seu poder de mudar de forma permite a ela se tornar a maior espiã da Irmandade Negra. Possui cabelo negro e curto, olhos castanhos, usa um figurino vermelho com uma listra preta na cintura, acompanhando sapatos negros. Ela tomou a forma de Hot Spot para ficar com um comunicador dos Titãs e, usando esse comunicador, podia ouvir o que era falado na linha dos Titãs.